# Aviatore (album)
Aviatore è il sesto album del cantautore italiano Renzo Zenobi, pubblicato dall'etichetta discografica RCA nel 1982.

## Descrizione
L'album, disponibile su long playing e musicassetta, è prodotto da Marco Manusso, registrazione e missaggio di Franco Finetti. I dieci brani sono interamente composti dall'interprete, la copertina è di Maurizio Beltrame. Questo è stato l'ultimo album inciso con la RCA.

## Tracce
(LP, RCA Italiana, PL 31657)
Lato A
1. Aviatore – 4:43
2. Un'agenda tutta di pelle – 3:16
3. La fine di una storia – 4:24
4. Giranastri – 3:44
5. La ragazza e il cantautore – 3:51

Durata totale: 19:58
Lato B
1. Canto una canzone – 3:37
2. Benvenuta nel cuore – 4:46
3. Capodanno – 4:05
4. Campeggio – 3:54
5. Temporale – 3:55

Durata totale: 20:17